# Турнир памяти С. В. Хохрякова
Турнир памяти С. В. Хохрякова — ежегодное  соревнование по боксу класса «А», проводимое в городе Копейск Челябинской области с 1968 года.
Турнир носит имя танкиста дважды Героя Советского Союза Семёна Васильевича Хохрякова, связанного с Копейском и является визитной карточкой города. Инициатором его создания выступил Заслуженный тренер РСФСР Эдуард Борисович Булатов.
Турнир связан с такими известными спортсменами, как Пётр Галкин, Борис Анферов, Владимир Плетнев, Ильфат Разяпов, Андрей Шкаликов, Сергей Ковалёв, Антон Новиков. Копейская секция бокса школы олимпийского резерва дала ряд чемпионов СССР, России, Европы, мира — членов олимпийских сборных СССР и России.